# الشرايطية
الشرَايِطِيّة قرية تقع بمعتمدية الشراردة بولاية القيروان من الوسط التونسي. ترقيمها البريدي هو 3116.